# Chiesa di Santa Margherita (Prato)
La chiesa e monastero di Santa Margherita a Prato sorgono all'estremità occidentale di piazza Mercatale.

## Storia e descrizione

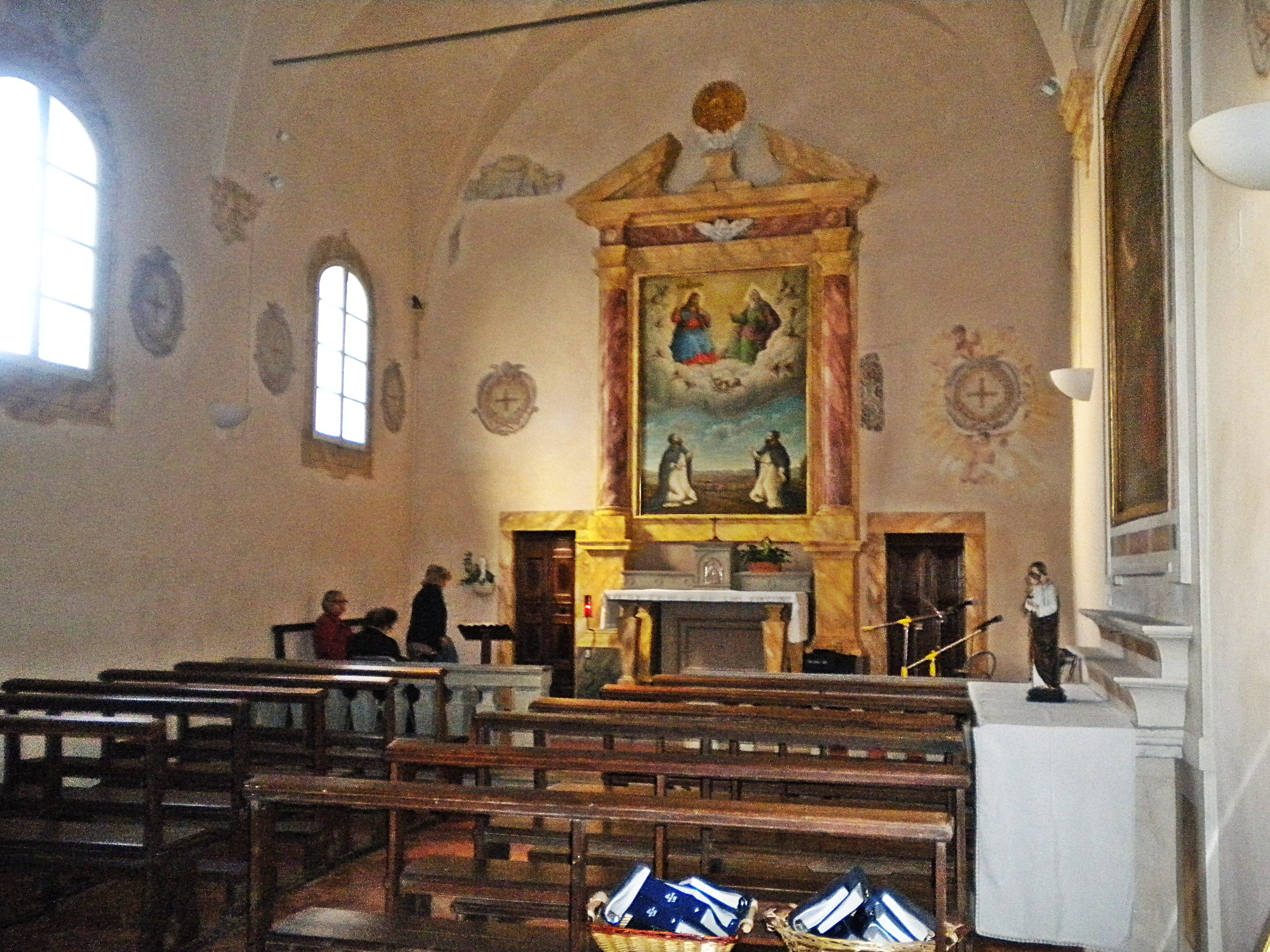
L'interno

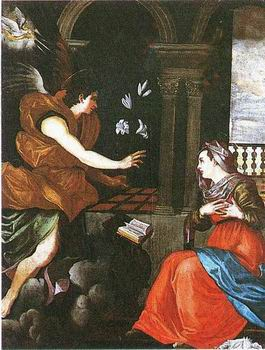
Annunciazione; dipinto del XVII secolo

Inizialmente sede dell'ospedale "Cacciapoveri", dopo la sua soppressione (avvenuta a fine Trecento) vi si trasferirono dalle Sacca, presso Santa Lucia, le monache di Santa Margherita. Ordine di Sant'Agostino.
In questo posto, fino al 1456, dimorò Lucrezia Buti, futura concubina del pittore Filippo Lippi, che l'anno precedente era stato nominato cappellano del convento.
Il convento ospitava la Natività dipinta da Filippo Lippi, rastrellata durante le spoliazioni napoleoniche e spedita in Francia da Denon. L'opera non venne restituita dopo il Congresso di Vienna.  Il monastero fu soppresso nel 1810; dal 1820 ospitò la  Compagnia di Sant'Orsola. La chiesa, ristrutturata nel Seicento, conserva resti di affreschi del primo quarto del XV secolo (Arrigo di Niccolò) e una tela con l'Annunciazione, della metà del Seicento (copia da Mirabello Cavalori).

## Opere già in Santa Margherita
- Filippo Lippi, Madonna della Cintola, oggi nel Museo Civico di Prato
- Fra Diamante, Natività, oggi al Louvre (in seguito alle spoliazioni napoleoniche)